# Byalhunsi, Hadagalli
Byalhunsi là một làng thuộc tehsil Hadagalli, huyện Bellary, bang Karnataka, Ấn Độ.